# Ole Wennike
Ole Wennike (født 1958 i København[kilde mangler]) er en dansk musiker og radiovært. Han var en af medstifterne af rockbandet The Sandmen i 1985.
Han har spillet mundharpe siden 1969 og el-bas siden 1972. Han fik efter mange års ufrugtbar musikerkarriere, endelig i 1985, fundet sammen med de rette folk, og var hermed en af grundlæggerne til rockbandet The Sandmen.
Efter The Sandmens opløsning i 1995, blev Ole Wennike og Morten "Varano" Hansens sideløbende fritidsprojekt til en realitet under navnet Nerve, bandet fik udgivet 2 albums under en 2-årig periode. Bandet spillede bl.a. support til David Bowie i Valby Hallen i 1996.[kilde mangler]
Han har efter Nerves opløsning i 1997 produceret og været vært på en mængde radioprogrammer på P3 og P4, bl.a. Spadestik fra 1998 til 2004. Han producerede også bl.a. programserien om garagerock til P3 og Den øde ø (desert island disc).[kilde mangler]

## Diskografi

### The Sandmen
- The Sandmen (Garden, 1987)
- Western Blood (Garden, 1988)
- Western Blood (US version) (A&M, 1989)
- Gimme Gimme (Garden, 1990)
- Sleepyhead (EMI, 1992)
- Live (EMI, 1993)
- In The House Of Secrets (EMI, 1994)
- Beauties and Beasts (Best of + rarities) (EMI, 2003)
- White Trash Red Front (EMI, 2006)
- Shine (EMI, 2008)

### Nerve
- Nerve (EMI, 1996)
- Speedfreak Jive (EMI, 1996)

### Diverse
- Sing Sing & The Crime – Full Time Angel (Wire records, 1990)
- Excess Bleeding Heart – Libido (Bubble Sound Records, 1995)